# Rhacaplacarus loebli
Rhacaplacarus loebli är en kvalsterart som först beskrevs av Sandór Mahunka 1985.  Rhacaplacarus loebli ingår i släktet Rhacaplacarus och familjen Phthiracaridae. Inga underarter finns listade i Catalogue of Life.